# Куликово поле (музей-заповедник)
Государственный музей-заповедник «Куликово поле» — российский музейный комплекс, посвященный Куликовской битве. Образован в октябре 1996 года, входит в Государственный свод особо ценных объектов культурного наследия народов Российской Федерации.
Фонды музея-заповедника насчитывают более 50000 единиц хранения. Более 40000 из них составляют предметы археологии: от каменного века до позднего Средневековья. Штат сотрудников составляет более 300 человек.
На территории музея-заповедника находятся следующие достопримечательности и музеи: памятник-колонна Дмитрию Донскому (1850 год, архитектора Александра Брюллова — памятник архитектуры РФ), храм-памятник Сергия Радонежского (1917 год, архитектора Алексея Щусева — памятник архитектуры РФ), храм Рождества Пресвятой Богородицы (1884 года, архитектора Александра Бочарникова — памятник архитектуры Тульской области), музей Куликовской битвы, Детский музей-квест, музейно-мемориальный комплекс героям Куликовской битвы в селе Монастырщино, мемориал на Красном холме. Также в состав музея-заповедника входят отдел — Музей купеческого быта в поселке Епифань и филиал — Музей «Тульские древности» в Туле.

## История
На территории Куликова поля с XVI века строятся храмы в честь павших воинов и событий 1380 года. В XIX веке место сражения с соизволения представителей царской фамилии было решено увековечить официально. В 1850 году был торжественно открыт памятник Великому князю Дмитрию Донскому-победителю в виде колонны на Красном холме. Автором проекта стал Александр Брюллов.
Первый музей, посвященный теме Мамаева побоища открылся на Куликовом поле в 1965 году. К 600-летнему юбилею сражения в храме-памятнике Сергия Радонежского на Красном холме открылась первая постоянная экспозиция. Над её созданием работали сотрудники Государственного исторического и Тульского областного краеведческого музеев.
Новым этапом истории сохранения памяти о важнейшем средневековом сражении Руси стало образование в 1996 году Государственного музея-заповедника «Куликово поле». В его состав со временем вошли не только Мемориал на Красном холме, но и территории достопримечательного места — предполагаемого и позднее определённого учеными места битвы, здания храма Рождества Пресвятой Богородицы и бывшей приходской школы в селе Монастырщино с прилегающими территориями.
В 2010 году храм Сергия Радонежского был передан Троице-Сергиевой лавре и музей остался без крова. Решением Правительства Российской Федерации были выделены средства на строительство нового музейного комплекса в бывшей деревне Моховое. 8 ноября 2011 года был установлен закладной камень, а 25 октября 2016 года министр культуры Российской Федерации Владимир Мединский официально открыл экспозицию Музея Куликовской битвы.
В октябре 2023 года музей-заповедник «Куликово поле» был удостоен двух наград Всероссийской туристской премии «Маршрут года»: гран-при в номинации «Лучшая музейная экскурсия» получила игра-путешествие по экспозиции «10000 лет до Тульского кремля», первое место в номинации «Лучшая туристическая тропа» — у маршрута по полю Куликовской битвы.

## Музеи и мемориалы
В данный момент в состав музея-заповедника входит несколько музеев и мемориалов. В планах запуск ещё нескольких объектов в Туле, Епифани и Татинках на Куликовом поле.

### Музей Куликовской битвы

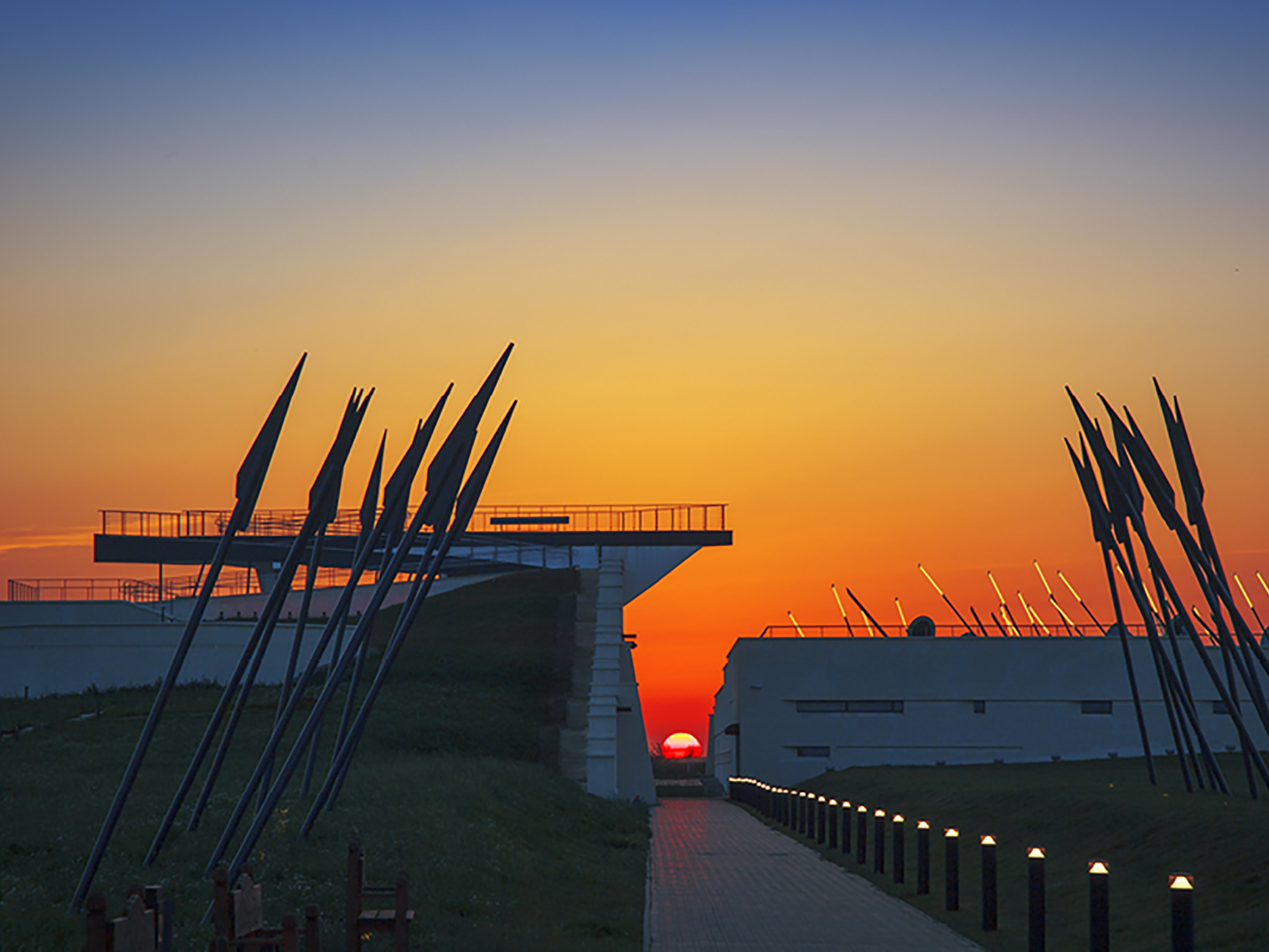
Новое здание музея Куликовской битвы

Открылся для посетителей в 2016 году. Расположен на территории бывшей деревни Моховое, принадлежавшей в XIX веке внучке известнейшего русского историка Василия Никитича Татищева — Анне Евграфовне Ахлёстышевой. Представляет собой комплекс зданий, построенных по проекту заслуженного архитектора России Сергея Викторовича Гнедовского.
Экспозиция музея рассказывает об исторических событиях, знакомит с летописными источниками, научными фактами и находками. Здесь можно увидеть 73 предмета-свидетеля событий 1380 года.
Ежегодно в сентябре у музея в память о Куликовской битве проводятся театрализованные представления и фестивали военно-исторических клубов. Самым известным является международный фестиваль «Поле Куликово» посвященный годовщинам Куликовской битвы и амуниции времен Куликовской битвы, I-й и II-й Отечественной войн.
История сбора находок на поле битвы началась сразу после сражения, когда трофеем стал обоз и полевой лагерь Мамая. Н. М. Карамзин упоминает золотой кубок Мамая, подаренный в 1591 году царем Федором Борису Годунову за спасение от крымских татар. В XIX веке происходит массовое освоение Куликова поля как хозяйственной территории. Распашка земель пополняет многочисленные дворянские собрания древностей. Среди коллекционеров этого периода особенно выделился Степан Дмитриевич Нечаев, сын помещика Дмитрия Степановича Нечаева, одного из инициаторов строительства на Куликовом поле памятника-колонны Дмитрию Донскому. Во владении семьи находилось село Куликовка в центре поля битвы. Нечаев активно собирал реликвии, скупая их у крестьян. Часть находок он опубликовав в популярном журнале того времени «Вестник Европы». Коллекция помещика состояла из предметов различных эпох, но в ней была группа предметов, которые уверенно можно связать с Куликовской битвой. Частное собрание Нечаева, тематически связанное с Куликовской битвой размещалось в нескольких залах дворца аристократов в селе Полибино Данковского уезда Липецкой области. При всей объективной критике, отмечается большой просветительский вклад в формирование представлений о месте Мамаева побоища на протяжении почти двух столетий. При советской власти судьба нечаевской коллекции была более или менее благополучной. В 1918 году предметы были вывезены в Рязанский губернской народный музей. В описи значилось 6 ящиков «частей древнего оружия и вооружения». Вероятно там находились и реликвии Куликовской битвы.
В 2016 году Музей Куликовской битвы в селе Монастырщино прекратил свое существование, и совершенно новый музей битвы открылся в специально построенном для этого здании. В строении заложено несколько ярких образов: курган — память о павших воинах; направленные друг на друга копья и нависающий один над другим корпуса здания — противоборствующие стороны русских и ордынцев; крест, считывающийся с высоты птичьего полета — символ воинства небесного и религиозной подоплеки событий Куликовской битвы. «Белокаменные» стены украшены многочисленными символами и текстами. Экспозиция «Сказание о Мамаевом побоище. Новое прочтение» раскинулась на площади 2500 м². Над созданием экспозиции музея в 2010—2016 годах работал научный коллектив музея-заповедника и привлеченные художники-экспозиционеры.

### Храм Сергия Радонежского на Куликовом поле

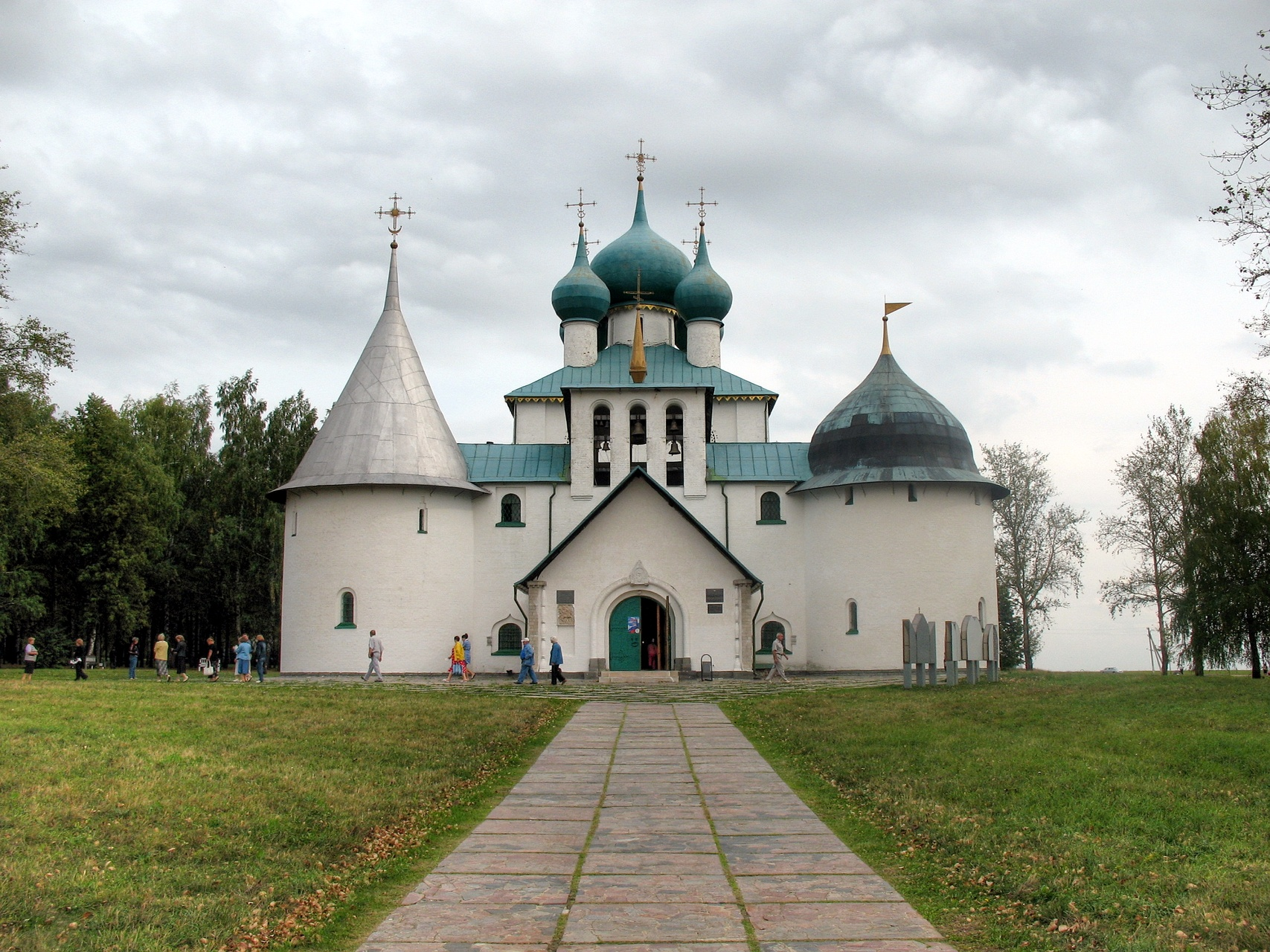
Храм Сергия Радонежского на Куликовом поле

Первый камень в основание церкви Сергия Радонежского заложили 16 июня 1913 года «при громадном стечении народа». Строительные работы были завершены к 1917 году.
Образа для иконостаса были написаны в 1914 году художниками Дмитрием Стеллецким и Владимиром Комаровским. В советские годы иконы были утрачены. Сохранились лишь некоторые акварельные эскизы иконостаса, по которым современные российские мастера воссоздавали убранство храма в начале XXI века. В 1918 году государство взяло здание «под охрану». До 1940-го в храме проводились службы; затем он был закрыт. В том же году в здании церкви была устроена выставка, посвящённая 560-летию Куликовской битвы.
Церковь, переданная в 2010 году в полное ведение Русской православной церкви, в настоящее время является подворьем Троице-Сергиевой лавры.

### Музейно-мемориальный комплекс героям Куликовской битвы в селе Монастырщино
Находится в селе Монастырщино. Передан музею-заповеднику в 1997 году. 19 сентября 2000 года реставрационные работы мемориала были закончены и состоялось его торжественное открытие. С 2010 по 2016 год здесь, в здании бывшей приходской школы, находился Музей Куликовской битвы. В настоящее время комплекс включает в себя храм Рождества Богородицы, исторический музей с экспозицией «Дон. Вся история на берегах одной реки», открывшейся 3 августа 2017 года, Аллеи Памяти и Единства, памятника Дмитрию Донскому, Могилу Неизвестного Солдата, часовню Сергия Радонежского в месте слияния рек Дона и Непрядвы. На территории мемориала ежегодно проводятся всевозможные военно-патриотические акции, приуроченные к Дням воинской славы и прочим государственным праздникам.

### Мемориал на Красном холме

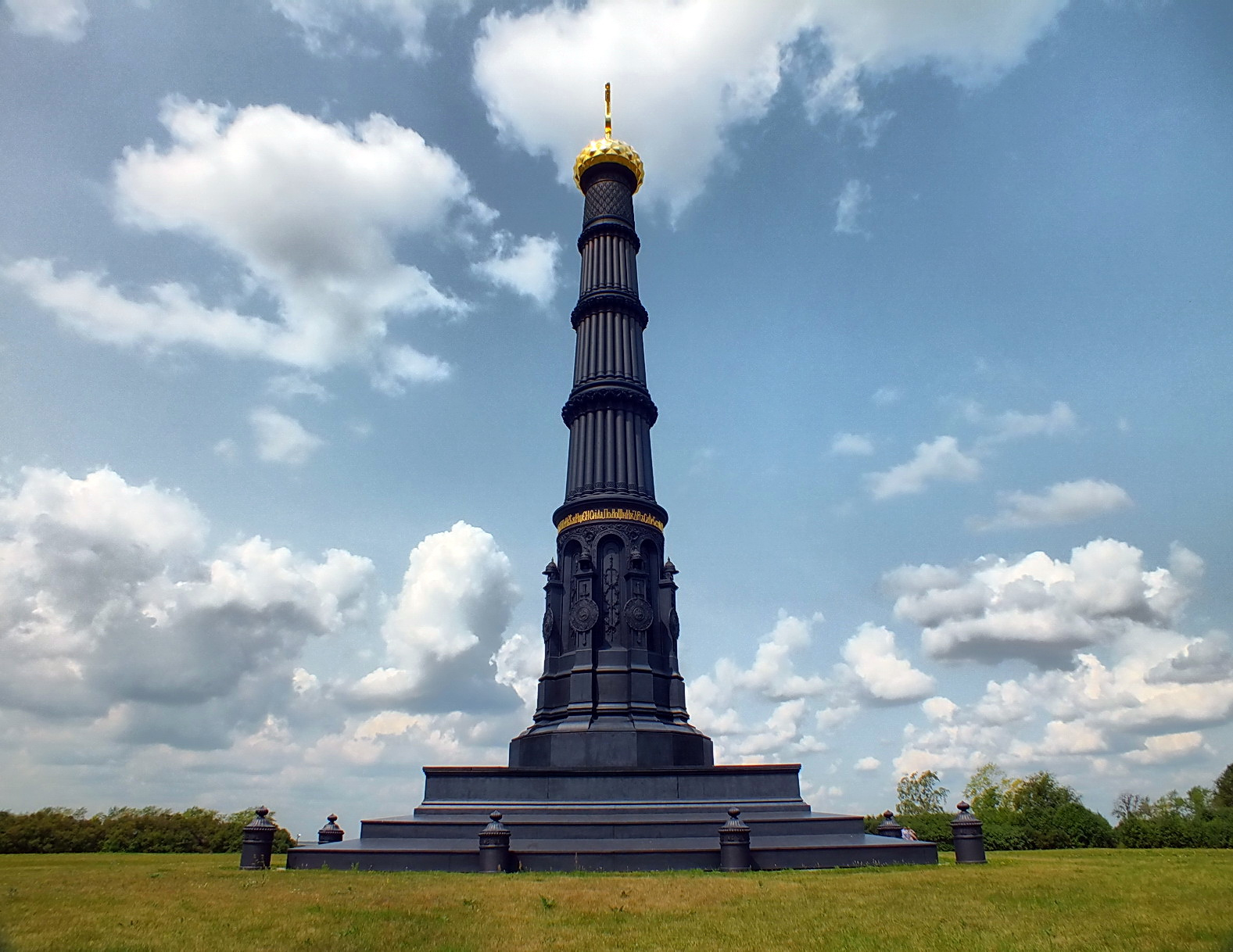
Мемориал на Красном холме

Старейший мемориал Куликова поля. В 1998 году в ведение музея-заповедника переданы памятник-колонна в честь Дмитрия Донского и храм Сергия Радонежского, который до 2010 года находился в совместном ведении музея и Свято-Троицкой Сергиевой Лавры. В 1965 году здесь открылась фотовыставка, посвященная Куликовской битве. 8 августа 1980 года в храме открылась мемориальная экспозиция, посвященная Куликовскому сражению. В 2010 году храм полностью передан Русской православной церкви и музей здесь прекратил свое существование. В настоящее время по территории мемориала проводятся экскурсии.

### Музей купеческого быта
Располагается в восстановленной усадьбе купцов 3-й гильдии Байбаковых в поселке Епифани. Был передан музею-заповеднику в августе 1998 года администрацией Кимовского района Тульской области. 21 сентября 1998 года в доме открылась небольшая историко-этнографическая экспозиция. В настоящее время представляет собой комплекс зданий-экспозиций с восстановленным на конец XIX века интерьером: купеческая лавка с подвалом, кухня, кабинет, гостиная и женская половина.

## Директора
Гриценко Владимир Петрович (с 1996 года по настоящее время).